# Пословна комуникација
Пословна комуникација је комуникација која има за циљ да помогне предузећу да постигне основни циљ, кроз размену информација између запослених, као и људи ван компаније.Укључује процес креирања, дељења, слушања и разумевања порука између различитих група људи кроз писане и вербалне формате. Начин на који људи комуницирају и раде у оквиру предузећа је веома важан за то колико ће компанија бити успешна у пословном свету. Пословна комуникација се одвија интерно, запослени-запослени, или екстерно, између предузећа или предузећа-потрошача. Ова интерна и екстерна комуникација може се десити путем вербалних или невербалних метода комуникације. Често ови унутрашњи и екстерни облици комуникације долазе са препрекама, које могу спречити примаоца да разуме информације које шаље пошиљалац.

## Историја
Реч комуникација је изведена од латинске речи communis која имплицира заједничко. Стога се комуникација може дефинисати као размена мисли и информација како би се дошло до међусобног разумевања.
Пословна комуникација је уско повезана са професионалном комуникацијом и техничком комуникацијом. Обухвата теме као што су маркетинг, управљање брендом, односи са купцима, понашање потрошача, оглашавање, односи с јавношћу, корпоративна комуникација, ангажовање заједнице, управљање репутацијом, међуљудска комуникација, ангажовање запослених, интерна комуникација и догађаји менаџмент.
Комуникација уопште се још више цени у међународним пословним комуникацијама како би се омогућило разумевање култура и свеукупног морала операције.
Пословна комуникација се првенствено фокусира на постизање циљева и, у случају јавног предузећа или организације, повећање дивиденди акционара.

## Типови пословне  комуникације

### Унутрашње
Комуникација између предузећа и запослених, позната и као комуникација на радном месту, је размена информација унутар организације. Сврха неких комуникација је развијање поверења и/или повећање продуктивности.
Ова врста пословне комуникације обухвата проток информација са једног нивоа пословне хијерархије на други. Показало се да комуникација која тече од врха хијерархије ка дну („комуникација одозго на доле“) смањује ниво стреса запослених ако пружа појашњење и уверавање раднику. Количина информација које се деле на овај начин често зависи од „потребе да се зна“. Ова комуникација може бити у облику дописа и других интерних докумената. Иако је одређени ниво комуникације одозго надоле од помоћи, запослени може да види превише комуникације као микроменаџмент. Комуникација навише је свака комуникација унутар предузећа која се пролази кроз пословну хијерархију одоздо према горе. Кутија са сугестијама, која омогућава радницима ниског нивоа да анонимно комуницирају са менаџментом, један је пример комуникације навише. Хоризонтална комуникација се јавља између појединаца који су на истом нивоу у пословној хијерархији.

### Спољашње
Комуникација између предузећа је дељење информација између различитих других компанија, што се често ради у корист обе стране. Пословна комуникација може помоћи компанији да оствари своје основне циљеве информисањем, убеђивањем и изградњом добрих односа са другим компанијама како би се постигли заједнички циљеви.
Комуникација између предузећа и потрошача, такође позната као директно-потрошачу, је када компанија директно комуницира са својим потрошачима о детаљима производа или информацијама о компанији. Супротно је када потрошач оставља коментаре о производу (или услузи), који могу да идентификују како би компанија могла да побољша свој производ.

### Методе пословне комуникације
Ови интерни и екстерни видови пословне комуникације настају кроз вербалне и невербалне методе комуникације.
Неки облици вербалне комуникације
- Интернет
- Емаил
- Штампани медији
- Радио
- Усмено

Неки облици невербалне комуникације
- Говор тела
- Знаковни језик
- Контакт очима
- Паралингвистика

Телевизија је пример медија који пружа и вербалну и невербалну комуникацију.
Састанци лицем у лице и презентације су популарне методе комуникације између запослених унутар организације; све више садрже аудиовизуелни материјал, као што су копије извештаја или материјал припремљен у  Microsoft PowerPoint  или  Adobe Flash. Средства као што су телефонска конференција и писма омогућавају комуникацију на великим удаљеностима. У 21. веку, компјутерски посредована комуникација, као што су видео конференције и е-пошта, постаје све заступљенија у пословању. Формални извештаји су такође важни у документовању активности било ког одељења.

## Препреке у пословној комуникацији
Постоји неколико баријера са којима се предузеће може суочити у комуникацији са пословним партнерима. Такве баријере могу спречити некога да прими или разуме поруке које други користе за преношење информација, идеја и мисли.
- Језик
- Култура
- Понашање
- Став
- Еколошки

Оне често настају због разлика у стању ума, тела и перспективе између пошиљаоца и примаоца, које су резултат начина на који се одвијају процеси кодирања или декодирања.

## Студије пословне комуникације
Високошколске установе нуде курсеве комуникације, а многе сада нуде курсеве пословне комуникације. Ови курсеви уче студенте како да ефикасније комуницирају. Похађање ових курсева помаже студентима да разумеју комуникацијске баријере које могу да искусе када комуницирају са другима. Предлаже се да 93% послодаваца верује да су јасне комуникационе вештине важније од стварне главне области студирања студената. Комуникациона компетенција је способност коју послодавци траже и која често води до професионалног успеха.

## Управљање негативним вестима
Саопштавање негативних вести у послу је неизбежно. У једном или другом тренутку, то је морало да се уради. Можда се ради о давању конструктивних повратних информација запосленима о њиховом раду или да их обавестите да су отпуштени. То може имати озбиљан утицај на њих у зависности од тога како одлучите да испоручите те поруке.
Када саопштавате негативне вести, ако је могуће, прво изнесите неку добру вест, изразите захвалност, имајте сагласност или разумевање, а затим разговарајте и објасните разлоге који су довели до одлуке. Док саопштавамо негативне вести, морамо да не осуђујемо и да при томе користимо недискриминаторски језик. Морамо бити саосећајни и поштени према њима. Следећи корак је да јасно објасните лоше вести без претераног наглашавања, избегавате употребу негативног језика и завршите комуникацију на позитивној и пријатељској ноти.

## Организације
- Удружење за пословну комуникацију (АБЦ),[21] које је првобитно названо Удружење колеџских наставника пословног писања, основано 1936. од стране Шанкара, је „међународна, интердисциплинарна организација посвећена унапређењу истраживања, образовања и праксе пословне комуникације“.
- Професионално друштво Института инжењера електротехнике и електронике (ПЦС). Архивирано 24.03.2010 на Wayback Machine је посвећено разумевању и промовисању ефикасне комуникације у инжењерским, научним и другим окружењима, укључујући пословна окружења. Академски часопис ПЦС-а,[22] је један од водећих часописа за комуникацију у Европи. Читаоци часописа су инжењери, писци, дизајнери информација, менаџери и други који раде као научници, едукатори и практичари који деле интересовање за ефикасну комуникацију техничких и пословних информација.
- Друштво за техничку комуникацију је професионално удружење посвећено унапређењу теорије и праксе техничке комуникације. Са чланством од више од 6.000 техничких комуникатора, то је највећа организација тог типа у Северној Америци.
- Међународни стандарди пословне комуникације су практични предлози за концептуални и визуелни дизајн разумљивих извештаја и презентација.